# Jezerski vrh (Albanija)
Jezerski vrh (alb. Maja Jezercë) je najviši vrh planinskog lanca Prokletije i Dinarida s 2 694 m. Vrh se administrativno nalazi u sjevernoj Albaniji, u oblasti Velika Malesija, blizu crnogorske granice. Sjeverno od planine se nalazi 6 jezera. Jezerski vrh nije najviši vrh Albanije, od njega je viši vrh Korab (2764 metra). Tijekom komunističke ere u Albaniji planina je dobila ime "Maja e Rinisë" (Planina mladosti).
Dana 26. srpnja 1929. godine britanski penjači Sleeman, Elmslie i Ellwood su se prvi popeli na Jezerski vrh.

## Vanjske poveznice
- Jezerski vrh na Summitpost